# Кадина Главиця
Кадина Главиця (хорв. Kadina Glavica) — населений пункт у Хорватії, у Шибеницько-Книнській жупанії у складі міста Дрниш.

## Населення
Населення за даними перепису 2011 року становило 215 осіб.
Динаміка чисельності населення поселення:

## Клімат
Середня річна температура становить 13,37 °C, середня максимальна – 29,01 °C, а середня мінімальна – -2,18 °C. Середня річна кількість опадів – 862 мм.
| Клімат поселення                              | Клімат поселення | Клімат поселення | Клімат поселення | Клімат поселення | Клімат поселення | Клімат поселення | Клімат поселення | Клімат поселення | Клімат поселення | Клімат поселення | Клімат поселення | Клімат поселення | Клімат поселення |
| Показник                                      | Січ.             | Лют.             | Бер.             | Квіт.            | Трав.            | Черв.            | Лип.             | Серп.            | Вер.             | Жовт.            | Лист.            | Груд.            |                  |
| Середній максимум, °C                         | 10,30            | 11,46            | 14,57            | 18,08            | 22,82            | 26,57            | 29,01            | 28,80            | 24,06            | 19,10            | 13,78            | 10,59            |                  |
| Середня температура, °C                       | 4,06             | 5,22             | 8,32             | 11,83            | 16,59            | 20,32            | 23,80            | 23,61            | 18,87            | 13,92            | 8,58             | 5,38             |                  |
| Середній мінімум, °C                          | −2,18            | −1,02            | 2,08             | 5,60             | 10,34            | 14,09            | 18,59            | 18,41            | 13,66            | 8,71             | 3,37             | 0,18             |                  |
| Норма опадів, мм                              | 72               | 64               | 69               | 76               | 62               | 61               | 40               | 53               | 80               | 90               | 106              | 89               |                  |
| Середньомісячна швидкість вітру, м/с          | 1.78             | 2.02             | 2.27             | 2.24             | 2.00             | 1.80             | 1.80             | 1.64             | 1.71             | 1.72             | 2.04             | 1.99             |                  |
| Середньомісячна сонячна радіація, кДж/м²·день | 5367             | 8087             | 11755            | 16267            | 20203            | 22706            | 24439            | 21319            | 15917            | 10310            | 5764             | 4571             |                  |
| --------------------------------------------- | ---------------- | ---------------- | ---------------- | ---------------- | ---------------- | ---------------- | ---------------- | ---------------- | ---------------- | ---------------- | ---------------- | ---------------- | ---------------- |
| Джерело:                                      |                  |                  |                  |                  |                  |                  |                  |                  |                  |                  |                  |                  |                  |